# Batman (película de 1966)
Batman es una película sobre el personaje de DC Comics, y está basado en la serie de televisión Batman de los años 1960. A diferencia de la serie que era distribuida por Warner Bros., la película fue producida por 20th Century Fox.

## Historia

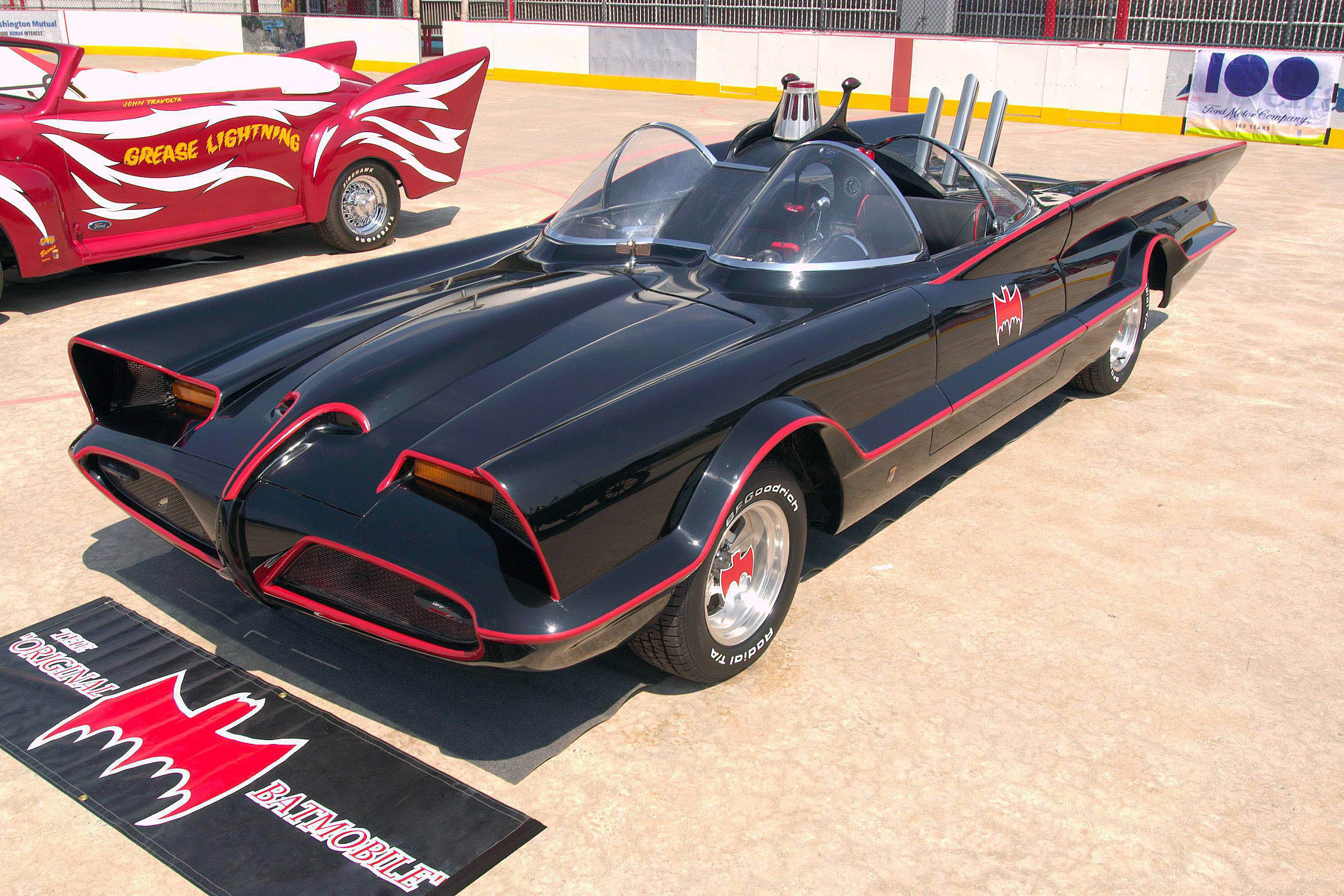

La película fue filmada entre el 25 de abril y el 31 de mayo de 1966, tras la finalización de la primera temporada de la serie de televisión contemporánea, y con un presupuesto estimado de  1 377 800 USD. Se dice que, originalmente, el guion correspondía al capítulo piloto de la serie, pero debido al alto coste que suponía, hizo que se descartara su rodaje para luego retomarlo, impulsado por el éxito de la serie, con miras a su venta al exterior y posible compra por otros países.

## Sinopsis
Cuando Batman y Robin se enteran de que el Comodoro Schmidlapp está en peligro en su yate, lanzan una misión de rescate utilizando el baticóptero. Cuando Batman desciende con la batiescalera para aterrizar en el yate, este súbitamente desaparece. Batman asciende del mar con un tiburón atacando su pierna. Después de que Batman se deshace de él con un bati-repelente de tiburones, este explota. Batman y Robin se dirigen a la oficina del Comisionado Gordon, donde deducen que fue una trampa preparada por el Submundo Unido, un equipo conformado por los villanos más poderosos de Ciudad Gótica: El Joker, El Pingüino, El Acertijo y Catwoman.
El Submundo Unido se arma con un deshidratador que puede transformar a los humanos en polvo (un invento de Schmidlapp, quién no está consciente de haber sido secuestrado), un submarino hecho para parecer un pingüino y sus tres secuaces. El yate no era nada más que una proyección. Cuando Batman y Robin regresan para encontrar una boya con el proyector, son atrapados en la misma con un magneto y a punto de ser volados por unos torpedos. Utilizan un radio detonador para destruir dos de los misiles, y una marsopa se sacrifica a sí misma para interceptar el último. Catwoman, disfrazada como una periodista soviética llamada "Kitayna Ireyna Tatanya Kerenska Alisoff" (con el acrónimo de Kitka), ayuda al grupo a secuestrar a Bruce Wayne pretendiendo estar secuestrada con él, como parte de un complot para traer a Batman y acabar con él mediante uno de los animales explosivos del Pingüino (desconociendo que Bruce Wayne es la verdadera identidad de Batman). Luego de que Wayne escapa del cautiverio, el Pingüino se disfraza como el Conmodoro y llega a la baticueva con cinco secuaces deshitradados. El plan fracasa cuando los secuaces inesperadamente se transforman en antimateria al ser golpeados: El Pingüino erróneamente los rehidrató con agua pesada, utilizada para recargar el reactor de la baticueva.
Finalmente, Batman y Robin no logran prevenir el secuestro de los deshitradados miembros del Consejo de Seguridad de la Organización del Mundo Unido. Dándole persecución en el Batibote para rescatarlos (y a Kitka, de quien el dúo presume que todavía sigue cautiva), Robin utiliza un arma de carga sónica para inhabilitar el submarino del Pingüino y forzarlo a volver a la superficie, donde una pelea se desata. Aunque Batman y Robin ganan la pelea, Batman se desiluciona al saber que su "verdadero amor" Kitka es en realidad Catwoman cuando su máscara cae. El Conmodoro Schmidlapp accidentalmente rompe los tubos que contienen a los empolvados miembros del Consejo, mezclándolos juntos en el suelo.
Batman trabaja construyendo un elaborado filtro para separar el polvo mezclado. Robin le pregunta si estará en el mejor de los intereses del mundo alterar las muestras de polvo, de tal manera que los humanos ya no se lastimen mutuamente. Batman le dice que no pueden, recordándole a Robin el destino que sufrieron los secuaces del Pingüino y su corrompida rehidratación, y sólo pueden esperar que la gente en general aprenda a convivir en paz.
Con el mundo viendo atentamente, el Consejo de Seguridad es rehidratado. Todos los miembros son restaurados sanos y salvos, pero siguen discutiendo, totalmente ajenos a sus alrededores, pero cada uno de ellos habla otro lenguaje y muestra los estereotípicos manerismos de un país al azar en lugar del que les corresponde. Batman en silencio expresa su sincera esperanza a Robin que esta "mezcla de mentes" haga más bien que mal. El dúo abandona en silencio los cuarteles generales del Mundo Unido, sin hacer escándalo por la ventana y descendiendo mediante las baticuerdas.

## Reparto
| Actor original   | Personaje                         | Actor de doblaje (España) | Actor de doblaje (México) |
| ---------------- | --------------------------------- | ------------------------- | ------------------------- |
| Adam West        | Bruce Wayne/Batman                | Constantino Romero        | Guillermo Romano          |
| Burt Ward        | Dick Grayson/Robin                | Salvador Vidal            | Santiago Gil              |
| Lee Meriwether   | Catwoman/ Comrade Kitanya 'Kitka' | María Luisa Solá          | Carmen Salas              |
| César Romero     | Joker                             | José María Angelat        | Juan Domingo Méndez       |
| Burgess Meredith | El Pingüino                       | Luis Posada Mendoza       | Jorge "El Tata" Arvizu    |
| Frank Gorshin    | El Acertijo                       | Miguel Ángel Valdivieso   | Carlos Becerril           |
| Alan Napier      | Alfred                            | Fernando Ulloa            | Humberto Valdepeña        |
| Neil Hamilton    | Comisario Gordon                  | José Luis Sansalvador     | Antonio Raxel             |
| Stafford Repp    | Jefe O'Hara                       | Joaquín Díaz              | Guillermo Álvarez Bianchi |
| Madge Blake      | Aunt Harriet Cooper               |                           | Gloria Rocha              |
| Reginald Denny   | Comodoro Schmidlapp               | Camilo García             | Antonio Passy             |
| Milton Frome     | Vicealmirante Fangschleister      | Camilo García             | Manuel de la Llata        |
| Gil Perkins      | Mr. Bluebeard                     |                           | José Lavat                |
| Dick Crockett    | Morgan                            |                           | Roberto Cardín            |
| George Sawaya    | Quetch                            |                           | Roberto Cardín            |

## Vehículos
- Batimóvil: Es un Lincoln Futura 1955.
- Baticóptero: Es un helicóptero Bell 47 modelo G3B-1.
- Batimoto Es una motocicleta basada en una Yamaha Catalina 250 YDS-3
- Batibote: Fue diseñado específicamente para la película por la empresa Glastron. A cambio de la cooperación con la empresa, los productores accedieron a estrenar la película en la sede la empresa en Austin, Texas.

## Recepción
Batman recibió reseñas mixtas a positivas de parte de la crítica y de la audiencia. En Rotten Tomatoes, la película obtuvo una aprobación de 80%, basada en 30 reseñas, con una calificación de 6,2/10, mientras que de parte de la audiencia tuvo una aprobación de 62 %, basada en 138 722 votos, con una calificación de 3,0/5.
En el sitio IMDb los usuarios le han dado una calificación de 6,5/10, sobre la base de 26 274 votos. En la página FilmAffinity tiene una calificación de 5,4/10, basada en 2828 votos.

## Premios
En 1972 obtuvo un premio Gryphon en el Festival de Cine de Giffoni.

## Censura en España y posterior estreno
Esta película fue censurada en España durante el franquismo, muy probablemente por una escena en donde se parodia (en la trama) al embajador de ese país ante las Naciones Unidas, quien funge como uno de los miembros no permanentes del Consejo de Seguridad; por lo que la cinta no pudo estrenarse allí hasta el 2 de julio de 1979, cuando España ya estaba en plena democracia.

## Uso de imágenes de un documental
En 2022 el canal de YouTube “Ayer nomás”, encontro en el libro El Encapotado y yo de Walter Armada que en la película la productora había utilizado imágenes del funeral de Eva Perón tomadas del documental Y la Argentina detuvo su corazón producido para el gobierno argentino por un equipo de 20th Century Fox, para representar a la multitud de ciudadanos de Ciudad Gótica que esperan que Batman y Robin detengan los planes de los villanos para conquistar el mundo.

## Datos de distribución
In-Cine Distribuidora Cinematográfica, S.A. distribuyó en España la película, la cual alcanzó los 482 957 espectadores y una recaudación de 318 434,35 €.

## Datos técnicos
| Formato             | 35 mm.   |
| Color               | Deluxe   |
| Relación de aspecto | 1.85 : 1 |
| Sonido              | Mono     |